# Naira
Naira é a moeda da Nigéria. O Código ISO moeda é NGN. É subdividida em 100 kobo. O símbolo para o naira é ₦, que está incluído no Unicode no código ponto U+20A6.
1 naira (₦) = 100 kobo
Atualmente, existem as seguintes moedas e notas :
- 1   naira = moeda,
- 5   naira = Nota,
- 10  naira = Nota,
- 20  naira = Nota,
- 50  naira = Nota,
- 100 naira = Nota,
- 200 naira = Nota,
- 500 naira = Nota,

## Segunda naira
A naira foi programada para redenominação em agosto de 2008, embora tenha sido cancelada pelo então presidente Umaru Musa Yar'Adua), com 100 naira antiga para se tornar 1 nova naira. O Banco Central da Nigéria declarou que tornará a naira totalmente conversível contra moedas estrangeiras até 2009. Atualmente, o valor da moeda estrangeira é regulado através de leilões semanais, enquanto o Banco Central define a taxa de câmbio. A naira se valorizou em relação ao dólar até 2007 devido às altas receitas do petróleo. Além disso, o então Governador do Banco, Professor Chukwuma Soludo observou que os leilões semanais do banco central de divisas estrangeiras serão progressivamente eliminados e que o banco "intervirá apenas no mercado, conforme for necessário para atingir os objetivos políticos definidos".